# 特布斯·劳埃德·约翰逊
特布斯·劳埃德·约翰逊（英語：Tebbs Lloyd Johnson，1900年4月7日—1984年12月26日），英国男子田径运动员，主攻竞走。他曾代表英国参加1936年和1948年夏季奥林匹克运动会田径比赛，其中1948年奥运会获得一枚铜牌。